# Liste der Einträge im National Register of Historic Places im Uinta County

Lage des Uinta County in Wyoming

Die Liste der Einträge im National Register of Historic Places im Uinta County in Wyoming führt alle Bauwerke und historischen Stätten im Uinta County auf, die in das National Register of Historic Places aufgenommen wurden.

## Legende
| NRHP | Historic Place    |
| HD   | Historic District |

## Aktuelle Einträge
| [ 1 ] | Name                                                                        | Bild                                | Eintragsdatum                  | Lage                                                                  | Ort                    | Beschreibung |
| ----- | --------------------------------------------------------------------------- | ----------------------------------- | ------------------------------ | --------------------------------------------------------------------- | ---------------------- | --- |
| 1     | Black and Orange Cabins                                                     |                                     | 23. Apr. 2020 ID-Nr. 100005191 | 37000 Business Rte. 41° 19′ 7″ N, 110° 23′ 20″ W                      | Fort Bridger           | |
| 2     | Bridger Antelope Trap                                                       |                                     | 21. Jan. 1971 ID-Nr. 71000893  | Adresse nicht veröffentlicht                                          | Evanston               | |
| 3     | Downtown Evanston Historic District                                         | Downtown Evanston Historic District | 25. Nov. 1983 ID-Nr. 83004307  | Im Zentrum von Evanston 41° 16′ 4″ N, 110° 57′ 53″ W                  | Evanston               | Umfasst ca. 60 Gebäude im Stadtzentrum von Evanston, begrenzt durch Center Street, 9th Street, 11th Street und Front Street |
| 4     | ERT Bridge over Black’s Fork                                                | ERT Bridge over Black’s Fork        | 22. Feb. 1985 ID-Nr. 85000441  | County Road CN19-217 41° 18′ 6″ N, 110° 23′ 29″ W                     | Fort Bridger           | Historische Fachwerkbrücke über den Blacks Fork                                                                             |
| 5     | Fort Bridger                                                                | weitere Bilder                      | 16. Apr. 1969 ID-Nr. 69000197  | nahe Fort Bridger 41° 19′ 0″ N, 110° 23′ 30″ W                        | Fort Bridger (Wyoming) | Am Blacks Fork, einem Nebenfluss des Green River                                                                            |
| 6     | Piedmont Charcoal Kilns                                                     | Piedmont Charcoal Kilns             | 3. Juni 1971 ID-Nr. 71000894   | 23 km nordöstlich von Hilliard 41° 13′ 11″ N, 110° 37′ 7″ W           | Hilliard               | |
| 7     | A. V. Quinn House                                                           | A. V. Quinn House                   | 13. Sep. 1984 ID-Nr. 84003712  | 1049 Center Street 41° 16′ 3″ N, 110° 58′ 1″ W                        | Evanston               | Auch bekannt als Pine Gables                                                                                                |
| 8     | St. Paul’s Episcopal Church                                                 | St. Paul’s Episcopal Church         | 17. Nov. 1980 ID-Nr. 80004057  | Kreuzung von 10th Street und Sage Street 41° 15′ 57″ N, 110° 58′ 1″ W | Evanston               | Kleine Kirche im Carpenter Gothic Style, 1884–1885 erbaut                                                                   |
| 9     | Triangulation Point Draw Site District (48UT114; 48UT377; 48UT392; 48UT440) |                                     | 16. Sep. 1986 ID-Nr. 86002320  | Adresse nicht veröffentlicht                                          | Verne                  | |
| 10    | Uinta County Courthouse                                                     | Uinta County Courthouse             | 14. Juli 1977 ID-Nr. 77001385  | Courthouse Square 41° 15′ 59″ N, 110° 57′ 50″ W                       | Evanston               | Gerichtsgebäude des Uinta County in Evanston                                                                                |
| 11    | Union Pacific Railroad Complex                                              | Union Pacific Railroad Complex      | 26. Feb. 1985 ID-Nr. 85000685  | Main Street und 15th Street 41° 16′ 16″ N, 110° 58′ 9″ W              | Evanston               | Besteht aus mehreren Gebäuden, unter anderem aus einem Lokomotivschuppen; wurde für die Union Pacific Railroad gebaut       |
| 12    | US Post Office-Evanston Main                                                | US Post Office-Evanston Main        | 19. Mai 1987 ID-Nr. 87000790   | 221 10th Street 41° 16′ 2″ N, 110° 57′ 56″ W                          | Evanston               | |
| 13    | Wyoming State Insane Asylum                                                 | Wyoming State Insane Asylum         | 27. Feb. 2003 ID-Nr. 03000084  | 831 Wyoming Highway 150 S 41° 15′ 48″ N, 110° 56′ 58″ W               | Evanston               | |
| 14    | Brigham Young Oil Well                                                      |                                     | 25. Apr. 1985 ID-Nr. 85000872  | 41° 8′ 15″ N, 110° 50′ 10″ W                                          | Evanston               | |

## Belege
1. ↑  Die Nummerierung in dieser Listenspalte ist an der vom National Park Service vorgelegten Reihenfolge der Einträge orientiert; die Farben unterscheiden verschiedene Schutzgebietstypen des Nationalparksystems mit landesweiter Bedeutung (z. B. National Historic Landmarks) von den sonstigen Einträgen im National Register of Historic Places.